# 深井清華
深井 清華 / 深井 静馬  (ふかい せいか / ふかい しずま、文政10年〈1827年〉1月15日 - 明治21年〈1888年〉年9月23日) は、吉田(豊橋)藩の家老深井藤右衛門資敬の子として生まれた歴史上の人物。
深井家は、藩祖松平伊豆守信綱の生母の里方にあたるので、藩士の中では格別の家柄で、禄高700石、代々吉田藩の重職を務めてきた。清華は雅号で、名は静馬、資生、諫雄と改名した。
天保15(1844)年使番を手始めに、文久2(1862)年家老、明治2(1869)年の版籍奉還では権大参事となり、明治維新の難しい吉田藩政を支えてきた一人であった。下岡連杖に師事して写真術を学び、豊橋で最初の写真店を開業した。大手門前の屋敷の２階を撮影場として開業したという。
また、能楽でも太鼓の名手として知られ、自ら屋敷内に能舞台を設え、能楽の保存に努めた。さらに、渡辺小華とも親交があり、小華が百花園に在住した期間は大河戸晩翠・森田緑雲・植田衣州らとともに画業に励み、高弟の一人に数えられた。明治21(1888)年9月23日、没した。